# Субочево (Мценский район)
Субочево —  исчезнувшее село в Мценском районе Орловской области России.
До образования Мценского района входило в состав Новосильского уезда Тульской губернии.

## География
Село находилось в юго-восточной части Мценского района в 25 км от районного центра. Располагалось на относительно равнинной местности вблизи небольших лесов.

## Название
Название получено от протекающей рядом (в н. вр. пересохшей) речки (ручья) Субочевки. Фамилия Субочев встречается в ДКНУ (Дозорной книге Новосильского уезда) среди детей боярских.

## История
В письменных документах упоминается в ДКНУ за 1615 год, где сказано: «Село Субочево, на речке на Субочевке, на Плесесеевском отвершку. А в селе церковь Страстотерпца Христова Георгия, древяна, клетцки, стоит на государеве цареве … земле.». Деревянный храм сгорел 16 мая 1891 года вместе с колокольней от происшедшего внутри него пожара. В том же году, на том же месте был установлен, купленный в селе Каменке старый храм и 25 ноября 1891 года освящён во имя того же святого. Приход состоял из самого села, сельца: Власово, Долгое, Золотухино, Плесеево, Севрюково и деревни Журавинка. Население составляли государственные, но большинство помещичьи крестьяне. В 1915 году в селе насчитывалось 7 крестьянских дворов. Имелась церковно-приходская школа.
На довоенной 1941 года карте Субочево ещё обозначено. А на карте 1986 года уже показана как «нежилая». На современных картах это место — «урочище Субочево».

## Население
| Годы      | 1857 | 1859 | 1915 |
| --------- | ---- | ---- | ---- |
| Население | 154  | 77   | 63   |